# لینسی مک‌دونالد
لینسی مک‌دونالد (انگلیسی: Linsey MacDonald؛ زادهٔ ۱۴ فوریهٔ ۱۹۶۴) ورزشکار دو و میدانی اهل بریتانیا است.